# Cathédrale Notre-Dame-de-Grâce de Cambrai
Pour les articles homonymes, voir Cathédrale Notre-Dame-de-Grâce.
La cathédrale Notre-Dame-de-Grâce de Cambrai est à la fois basilique et ancienne église métropolitaine (ancien siège de l'archevêché de Cambrai regroupant les diocèses suffragants d'Arras et de Lille).
L'ancienne cathédrale de Cambrai ayant été détruite pendant la Révolution française, le siège épiscopal fut transféré en 1804 dans l'église de l'abbaye du Saint-Sépulcre, qui date de la fin du XVIIe siècle.
Elle fait l'objet d'un classement au titre des monuments historiques depuis le 9 août 1906.
À la suite de travaux importants entre 2000 et 2007 concernant la restauration des toitures, depuis 2022 il s'agit des parements intérieurs et des vitraux qui vont se poursuivre durant 7 ans. 

## Historique

### Fondation de l'abbaye du Saint-Sépulcre

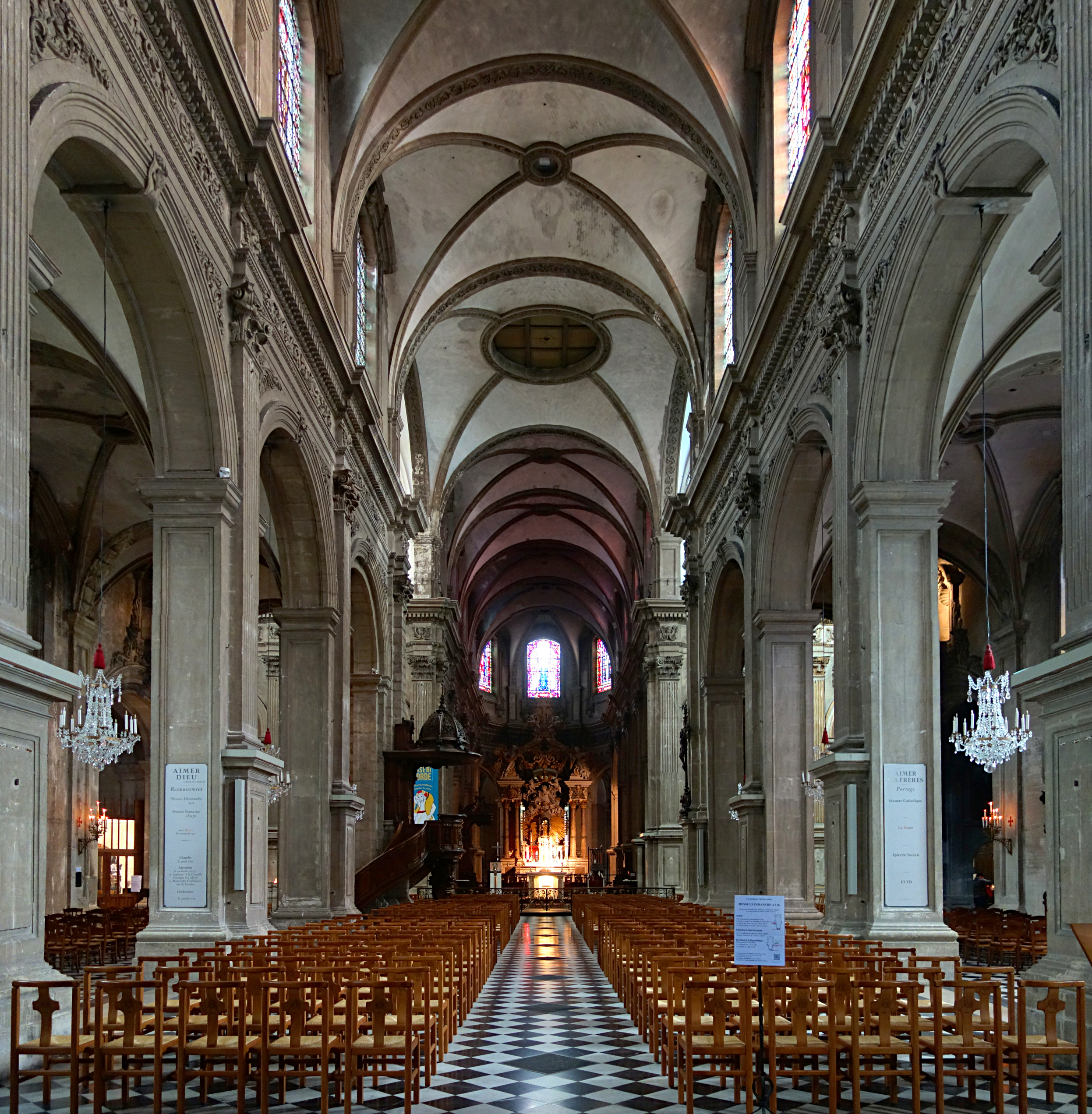
La nef.

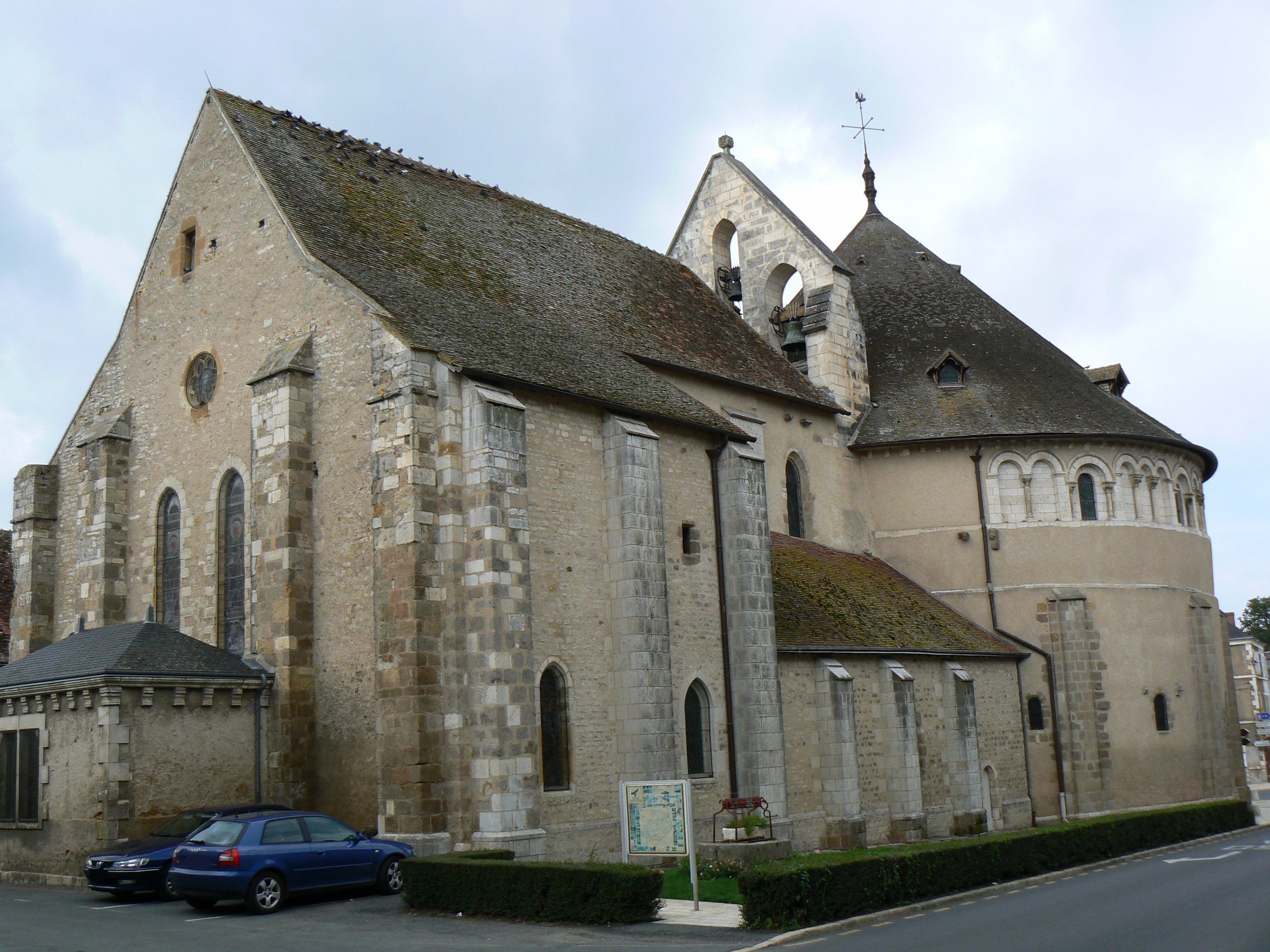
La basilique de Neuvy-Saint-Sépulchre.

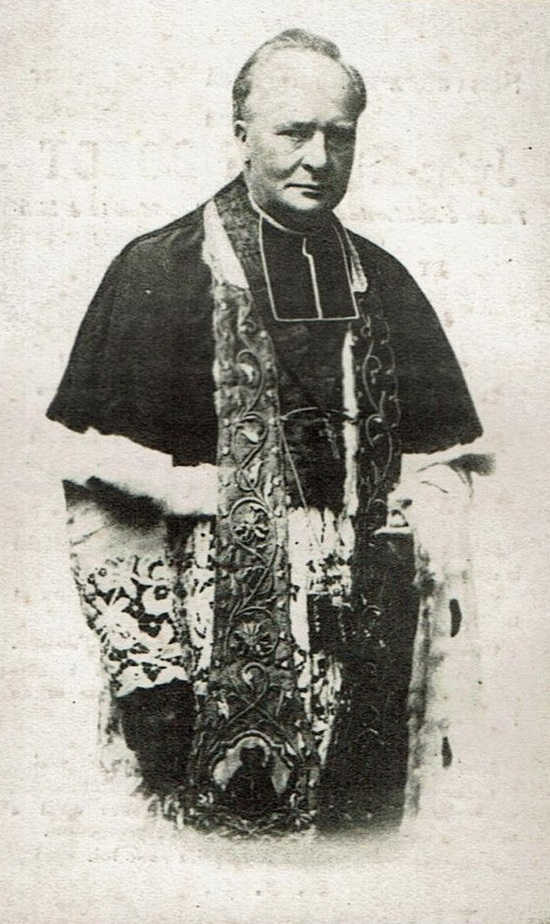
Jules-Hippolyte Boedt, ancien chanoine honoraire de la cathédrale Notre-Dame-de-Grâce.

En 1054, Liébert de Cambrai, évêque d'Arras et de Cambrai, partit en pèlerinage à Jérusalem, mais il ne put dépasser Chypre et dut rentrer à Cambrai sans avoir vu les lieux saints. En compensation il voulut recréer dans sa ville épiscopale, aussi fidèlement que possible, les lieux du pèlerinage de Jérusalem. Cambrai s'y prêtait bien, puisqu'on y trouvait une colline (le Mont-des-Bœufs) plantée du verger de l'abbaye de Saint-Géry et séparée de la ville par le riot Saint-Géry, topographie qui pouvait rappeler la colline de Gethsémani et le torrent du Cédron. Il s'y trouvait déjà une chapelle du Saint-Sépulcre construite en 1047 par l'évêque Gérard de Cambrai sur l'emplacement d'un ancien charnier où on avait enterré les morts de la peste de 1036.
Liébert fit construire à quelque distance un monastère de bénédictins, avec une église sur le plan de celle du Saint-Sépulcre de Jérusalem, composée d'une nef rectangulaire réservée aux moines à laquelle était accolée un édifice circulaire destiné aux pèlerins. Le monastère fut consacré le 28 octobre 1064. L'abbaye était alors hors les murs, et Liébert la fit mettre à l'abri en agrandissant l'enceinte de la ville.
Le seul vestige de cette église est le pilier en grès de l'église actuelle auquel est accrochée la chaire, et qui devait être l'un des piliers de soutènement du clocher.
La basilique de Neuvy-Saint-Sépulchre, construite à l'image du Saint-Sépulcre de Jérusalem à la même époque, donne une idée de ce que devait être l'édifice de Cambrai.

### Reconstructions de l'église
Cette première église fut remaniée ou reconstruite à de nombreuses reprises : elle fut d'abord réparée après un incendie en 1145. Au XIIIe siècle l'abbé décida de remplacer l'église de Liébert par une construction de plan cruciforme classique. En 1498 un autre abbé, Guillaume Courtois, la fit rebâtir et agrandir. L'abbaye et la chapelle furent incendiés à nouveau en 1553 par les troupes du roi de France Henri II. Les travaux de reconstruction, qui comprenaient un clocher séparé de l'édifice, ne furent achevés qu'en 1602, date à laquelle l'église fut à nouveau consacrée par l'archevêque Guillaume de Berghes. L'église fut une nouvelle fois rebâtie telle que nous la connaissons aujourd'hui ou presque, à la fin du XVIIe siècle.

### L'église actuelle
C'est en 1695, l'année même où Fénelon devint archevêque de Cambrai, que l'abbé du Saint-Sépulcre Louis de Marbaix décida de reconstruire le chœur. Le projet s'étendit bientôt à la nef et on ne conserva finalement que le clocher, qui avait été édifié en 1542. Les travaux, rapidement menés sous la direction de l'architecte douaisien Anselme Estienne, s'achevèrent en 1703.
Cambrai ayant été annexé à la France par les traités de Nimègue de 1678, l'influence française se faisait désormais sentir dans l'architecture civile et religieuse. La nouvelle église était représentative du style du règne de Louis XIV, compromis entre baroque et classicisme. Les travaux furent poursuivis par le successeur de Marbaix, l'abbé Joseph Dambrinne, qui fit reconstruire le quartier des hôtes, seul bâtiment de l'abbaye qui ait subsisté, aujourd'hui occupé par l'hôtel de La Poste, ainsi que le quartier abbatial, le réfectoire et la bibliothèque. Ces travaux considérables étaient rendus possibles par la richesse des abbayes, notamment en Cambrésis où l'église possédait 40 % du sol. Les reconstructions étaient ainsi un moyen d'échapper à l'impôt.

### Période révolutionnaire

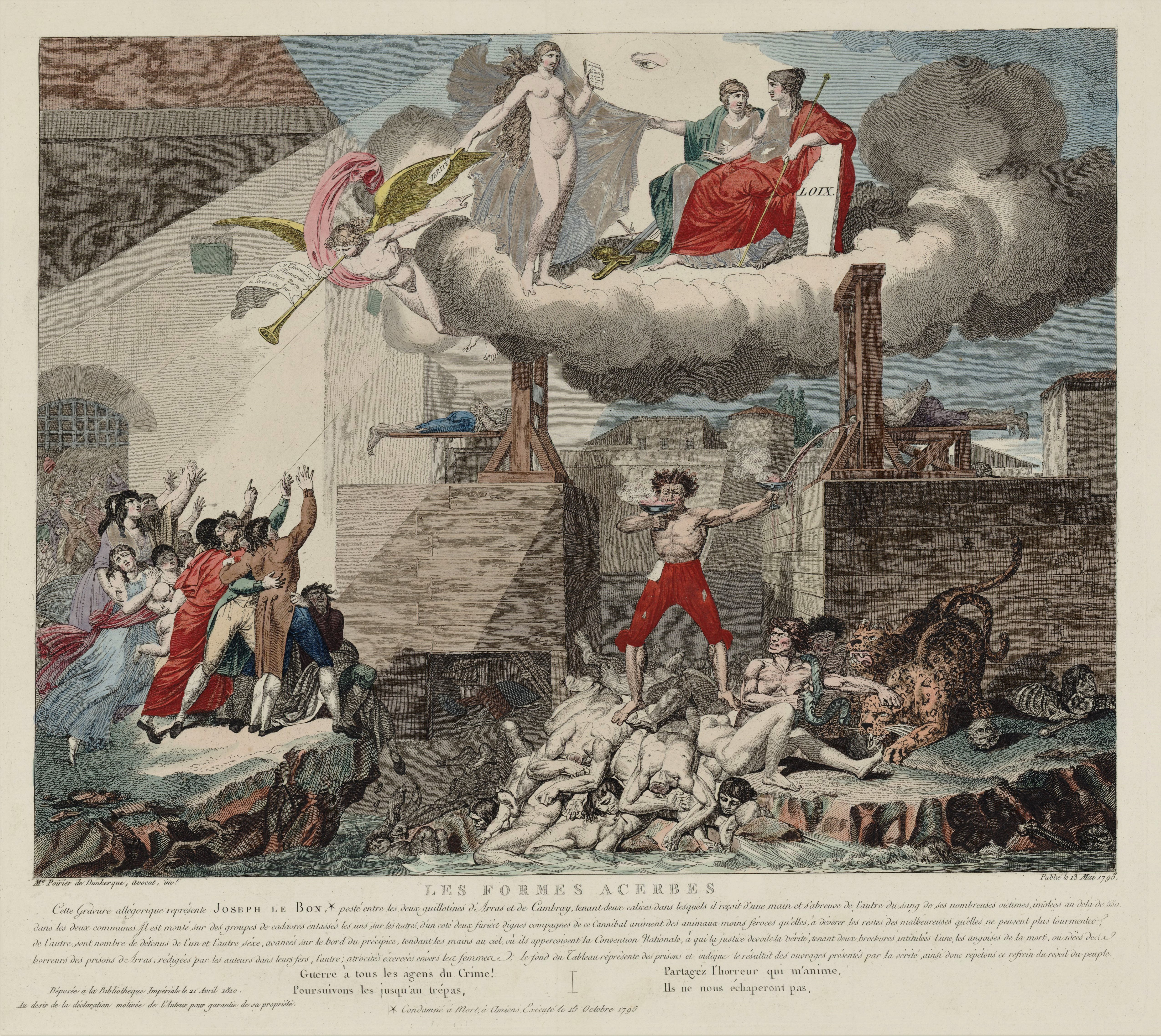
Cette gravure de 1810 intitulée « Les formes acerbes » montre Joseph Le Bon, debout sur les corps de ses victimes entre les guillotines d'Arras et de Cambrai et s'abreuvant de leur sang dans deux calices.

Contrairement à la plupart des édifices religieux de Cambrai, l'église du Saint-Sépulcre réussit à traverser intacte la période des troubles révolutionnaires.
Le 17 avril 1789, les députés des trois ordres du Cambrésis s'assemblent dans l'église abbatiale. Le 13 février 1790, l'Assemblée nationale constituante adopte le décret sur le clergé régulier : les religieux sont « libérés », les biens confisqués. En novembre l'église abbatiale est fermée. Le prince-archevêque Ferdinand-Mériadec de Rohan ayant refusé de prêter serment à la constitution civile du clergé, il est destitué et c'est un oratorien, Claude Primat, qui est élu pour le remplacer, tandis que le curé assermenté Pierre Renaud s'installe dans l'église, rouverte en 1791 comme église paroissiale.
Le clocher, lézardé, doit être démoli en 1792. En janvier 1794, l'abbaye est transformée en hôpital de galeux. À la même époque les grilles du chœur sont arrachées et servent à entourer l'arbre de la liberté planté sur la grand-place.
En mai 1794, le Comité de salut public envoie Joseph Le Bon pour « régénérer Cambrai, ville de prêtres, de fanatiques et d'aristocrates ». Après avoir servi de grange, l'église du Saint-Sépulcre est transformée en temple de la Raison : Le Bon y harangue le peuple depuis la chaire qu'il appelle son « tonneau de Diogène ». L'église est finalement vendue comme bien national au marchand Blanquart de Saint-Quentin. Toutefois l'administration municipale en interdit la destruction en 1800, sauvant ainsi l'édifice d'une probable disparition. Pendant ce temps la cathédrale, « merveille des Pays-Bas », vendue au même Blanquart, est démolie. En 1809, il n'en reste que la tour, qui s'effondre lors d'une tempête.

### Destruction et restauration auXIXesiècle

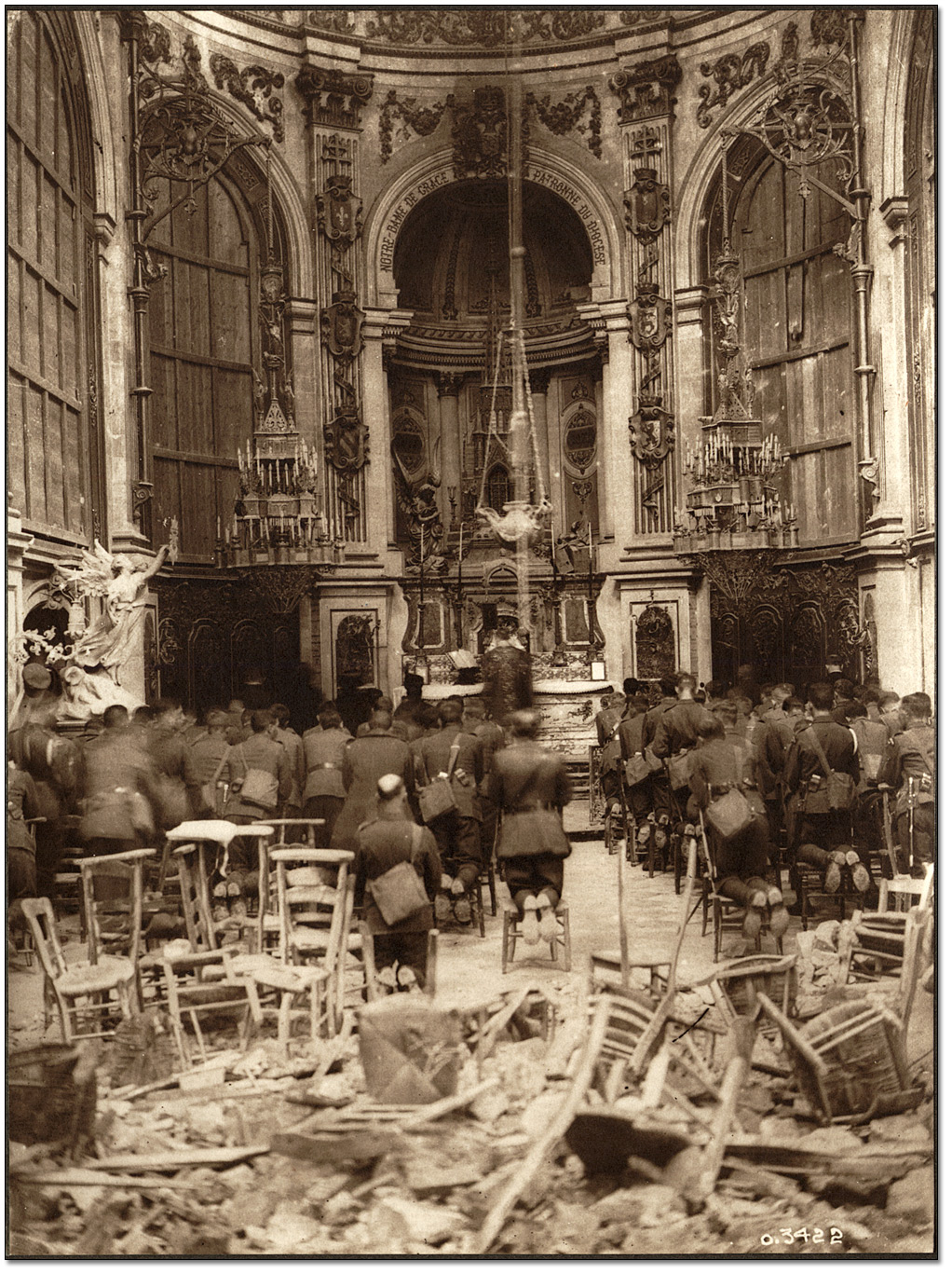
Des soldats canadiens assistent à un service d'action de grâce dans la cathédrale de Cambrai (13 octobre 1918).

Après la signature du concordat de 1801, l'évêque constitutionnel Louis Belmas rouvre l'église du Saint-Sépulcre, rebaptisée Saint-Géry. En 1804, il achète l'ancienne demeure de l'abbé pour y installer l'évêché, et érige l'église en cathédrale.
En 1823, il fut décidé d'ériger un monument funéraire à Fénelon dans la cathédrale. C'est David d'Angers qui fut chargé de sculpter le bloc de marbre offert par le roi de France Louis XVIII. Le monument fut inauguré le 7 janvier 1826 et les restes de Fénelon y furent déposés le 22.
La cathédrale fut gravement endommagée par un incendie dans la nuit du 9 septembre 1859 au 10 septembre 1859. La toiture et le mobilier furent détruits et les voûtes très endommagées. La municipalité et l'archevêque René-François Régnier voulurent d'abord construire un édifice entièrement nouveau. Sur les conseils de l'architecte Eugène Viollet-le-Duc, qui y vit un bel exemple du style classique caractérisant le règne de Louis XIV, la cathédrale fut restaurée sous la direction de Henri de Baralle. On l'agrandit de cinq chapelles autour du déambulatoire ainsi que de la chapelle Saint-Michel à côté de celle de Notre-Dame-de-Grâce, et un nouveau clocher haut de 65 mètres fut achevé en 1876. La consécration eut lieu le 12 mai 1894. Le 17 mars 1896, la cathédrale fut élevée au rang de basilique mineure par le pape Léon XIII.

### La cathédrale dévastée pendant la Grande Guerre
La cathédrale fut encore sérieusement endommagée dans les derniers mois de la Première Guerre mondiale. Le clocher reçut un obus qui laissa un trou béant dans le milieu de la structure qui ne s'effondra pas. La volonté des Cambrésiens le fit survivre à une démolition.

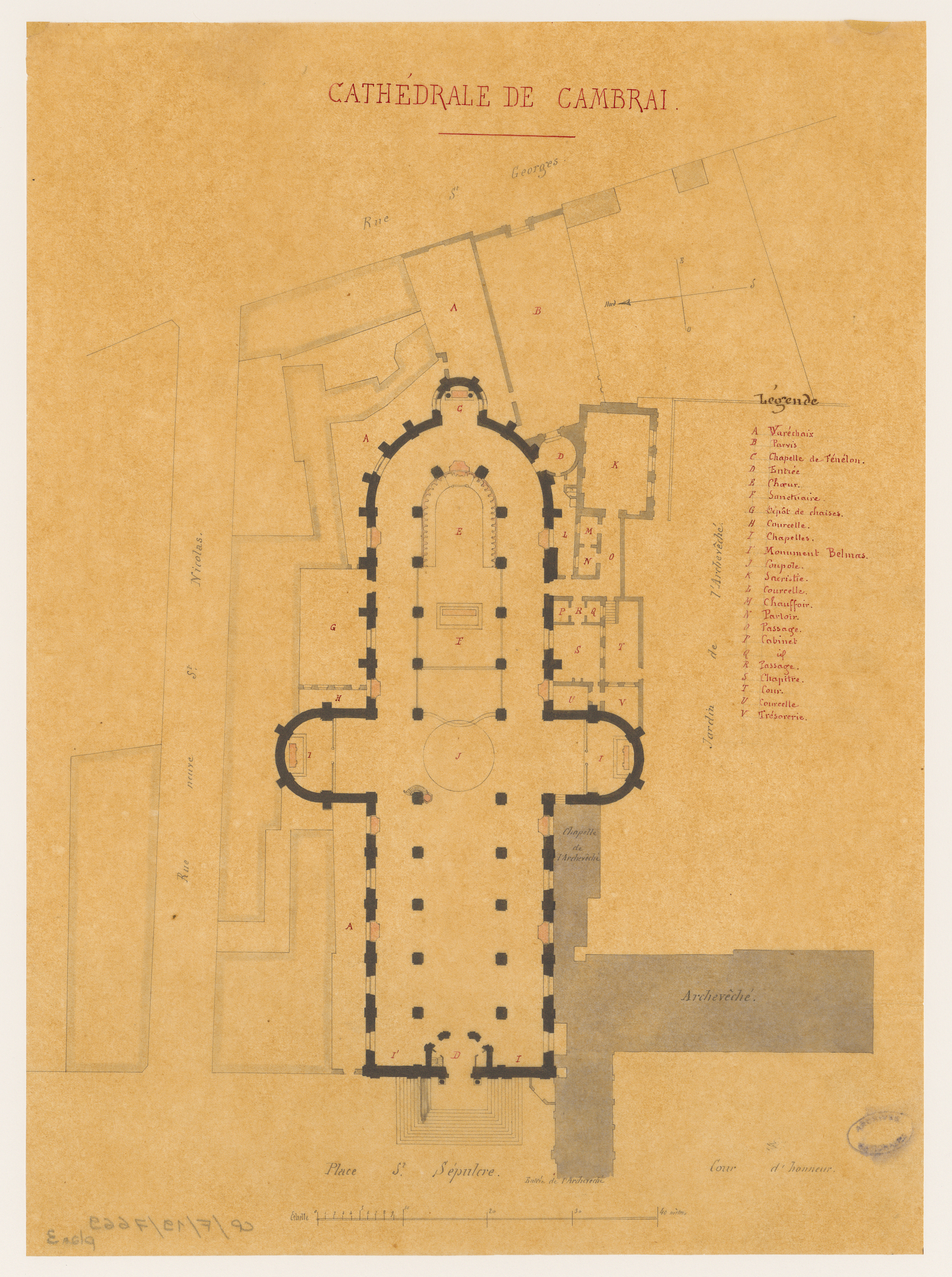
Plan de la cathédrale de Cambrai (1859).
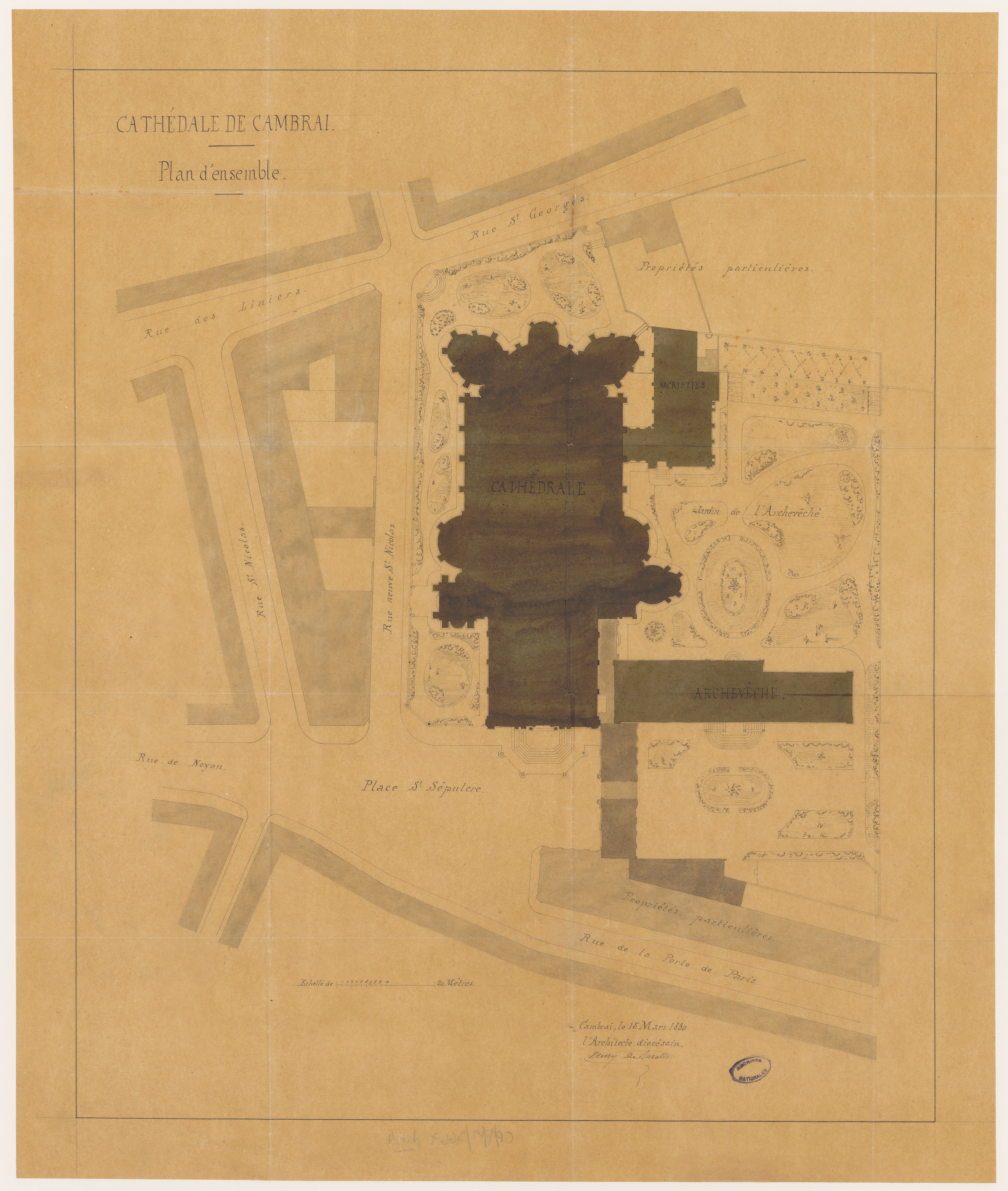
Plan de la cathédrale de Cambrai et de ses alentours, par H. de Baralle (1880).
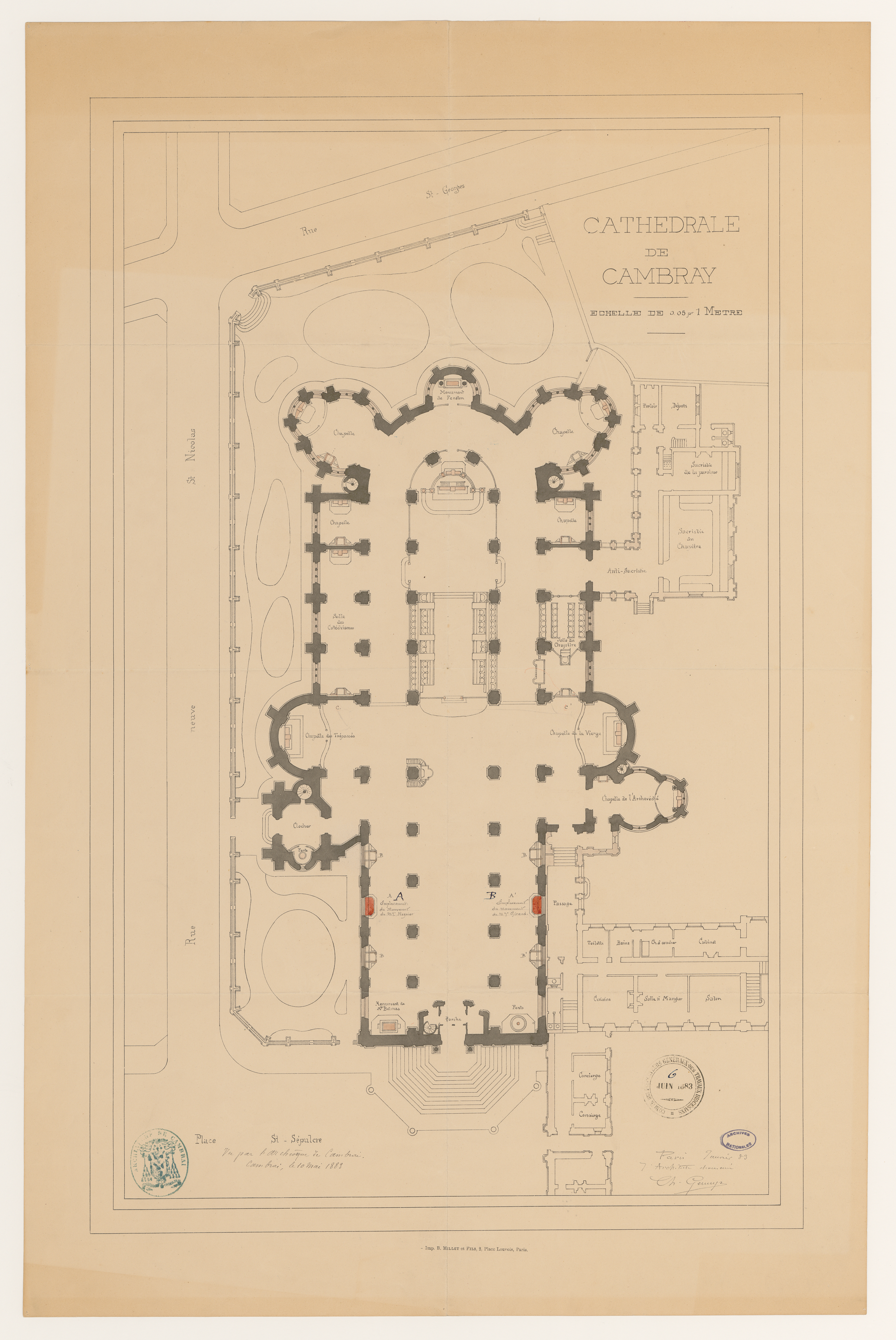
Plan de la cathédrale de Cambrai, par C. L. Génuys (1883).

## La cathédrale aujourd'hui

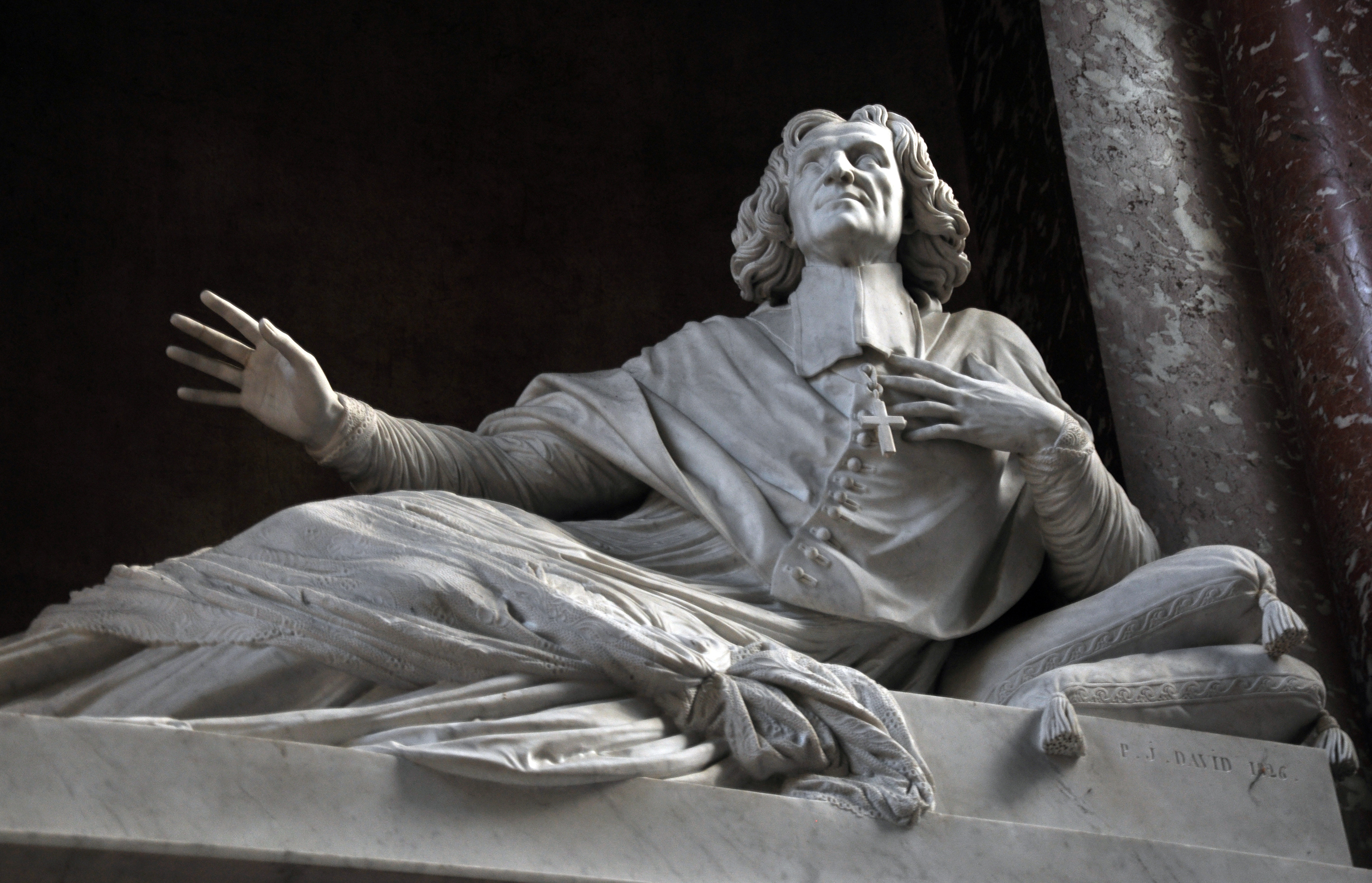
Fénelon par David d'Angers (1826).

La cathédrale abrite aujourd'hui notamment :
- le monument funéraire à Fénelon, œuvre de David d'Angers ;
- neuf grandes grisailles en trompe-l'œil du peintre anversois Martin-Joseph Geeraerts ;
- les ossements des évêques et archevêques de Cambrai, retrouvés sous l'ancienne cathédrale et aujourd'hui conservés dans la crypte ;
- l'icône de Notre-Dame de Grâce, qu'une ancienne tradition attribue à saint Luc. Rappelant le style des icônes de l'église orthodoxe, elle fut donnée à la cathédrale de Cambrai le 14 août 1451 par le chanoine Fursy de Bruille, archidiacre de Valenciennes, qui lui-même la tenait du cardinal Jean Allarmet de Brogny, à qui un patriarche de l'Église grecque l'avait remise au concile de Constance[16] ;
- les grandes orgues : l'instrument construit par la maison Pierre Schyven d'Ixelles en 1897 comprenait 2 408 tuyaux répartis en 38 jeux sur trois claviers et un pédalier. Avec la guerre de 1914–1918 une importante restauration fut entreprise par le facteur d'orgues Auguste Convers qui porta l'instrument actuel à 49 jeux (3 670 tuyaux). L'instrument fut inauguré le 9 juin 1936 par Joseph Bonnet. D'esthétique symphonique de transition, l'orgue de la cathédrale de Cambrai excelle dans le répertoire romantique et moderne. Le buffet d'orgue est l'œuvre d'Aimé-Joseph Carlier et date de la seconde moitié du XVIIIe siècle. Il fut assemblé par l'ébéniste lillois Buisine, sur les dessins de l'architecte diocésain Guidasci[réf. nécessaire].

## L'orgue de tribune
Construit par la maison Pierre Schyven d'Ixelles en 1897, cet orgue, reconstruit par Auguste Convers en 1936, est d'esthétique symphonique de transition néo-classique, il excelle dans le répertoire romantique et moderne, son domaine de prédilection. Le splendide buffet d'orgue actuel est l'œuvre d'Aimé-Joseph Carlier. À noter aussi la présence d'un orgue de chœur d'Auguste Convers, construit à neuf en 1936 également.

### Composition de l'orgue

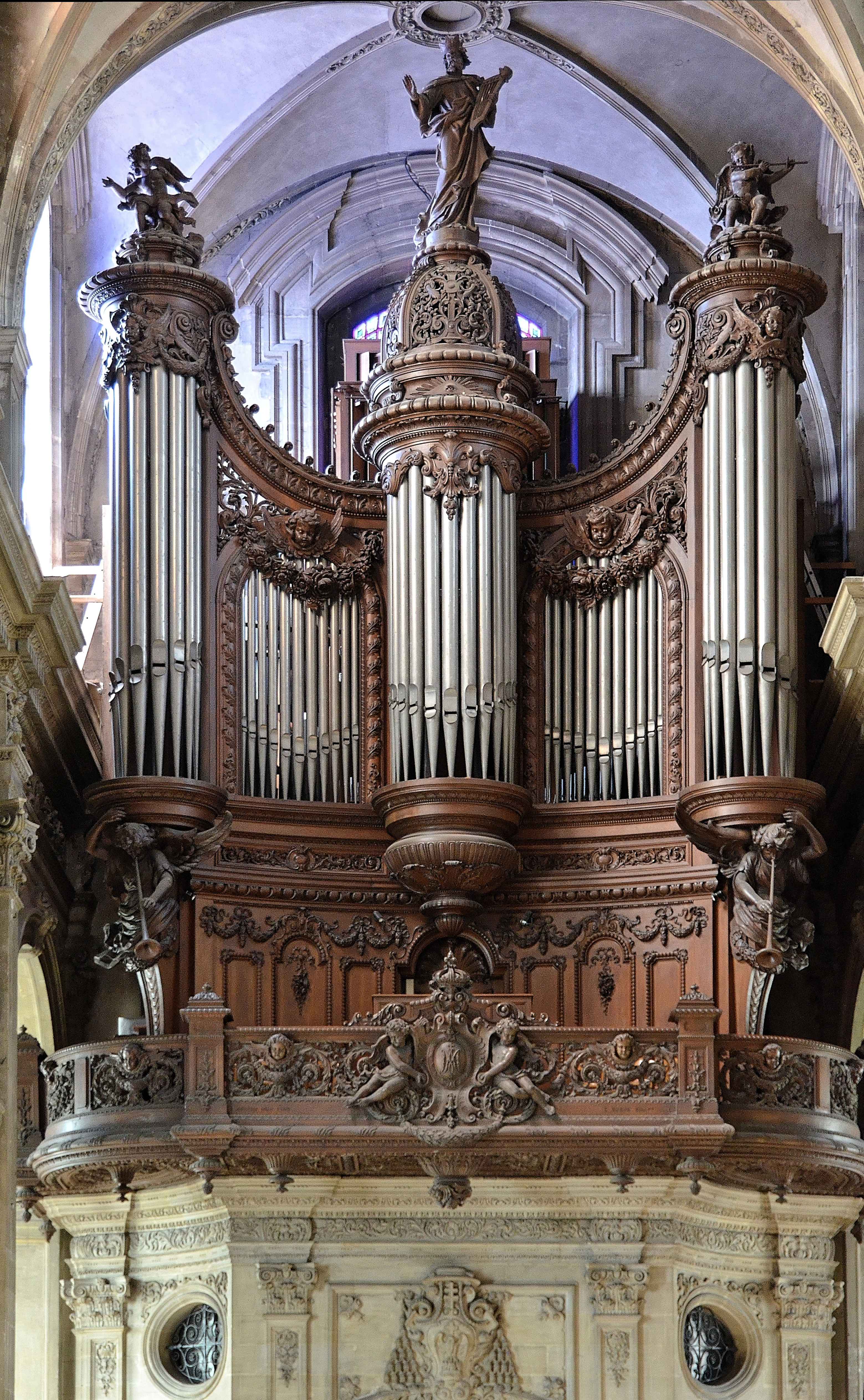
Le grand orgue de la cathédrale.

L'orgue possède 3 claviers de 61 notes, un pédalier de 32 notes et 49 jeux. Il se compose d'environ 3 700 tuyaux.
| I. Grand-Orgue | II. Positif expressif | III. Recit expressif | IV. Pédale |
| --- | --- | --- | --- |
| Montre 16' Bourdon 16' Montre 8' Bourdon 8' Flûte harmonique 8' Salicional 8' Prestant 4' Flûte à cheminée 4' Fourniture 4 rgs Cymbales 2 rgs Grand Cornet 5 rgs Bombarde 16' Trompette 8' Clairon 4' | Bourdon 8' Montre flutée 8' Principal 4' Flûte douce 4' Nasard 22/3' Quarte de nasard 2' Tierce 13/5' Cymbales 3 rgs Cromorne 8' Trompette 8' | Quintaton 16' Diapason 8' Cor de Nuit 8' Gambe 8' Voix céleste 8' Fugara 4' Flûte ouverte 4' Doublette 2' Plein jeu 4 rgs Bombarde douce 16' Trompette 8' Basson hautbois 8' Voix humaine 8' Clairon 4' Cornet 5 rgs | Bourdon 32' Soubasse 16' Flûte 16' Flûte 8' Violoncelle 8' Bourdon 8' Flûte 4' Bombarde 16' Trompette 8' Clairon 4' |

Traction : système électro pneumatique - combinateur électronique
Accouplements : Pos/ GO - Réc/GO - Réc/Pos
GO 16 Pos/GO 16 - Réc/GO 4 - Réc/GO 16 Réc 16
Tirasses : Grand Orgue - Positif - Récit 8 - Récit 4
Appels : Anches : Pédale - GO - Positif - Récit Mutations : GO - Positif - Récit
Suppression : GO - Récit - Récit 4
Annulation des 16' - Tutti général
Tremblant au récit

### Sources et bibliographie
- Eugène Bouly, Histoire de Cambrai et du Cambrésis, t. 1, Cambrai, Hattu, Libraire-Éditeur, 1842 (lire en ligne).
- Eugène Bouly, Histoire de Cambrai et du Cambrésis, t. 2, Cambrai, Hattu, Libraire-Éditeur, 1842 (lire en ligne).
- Jules Houdoy, Histoire artistique de la cathédrale de Cambrai, Paris, D. Morgand et C. Fatout, 1880 (lire en ligne).
- Louis Trenard (dir.) et Charles Pietri, Histoire des Pays-Bas Français, Édouard Privat, coll. « Univers de la France et des Pays francophones / Histoire des Provinces », 1974 (1re éd. 1974).
- Louis Trenard (dir.) et Michel Rouche (préf. Jacques Legendre), Histoire de Cambrai, t. 2, Presses Universitaires de Lille, coll. « Histoire des villes du Nord / Pas-de-Calais », 1982 (1re éd. 1982), 314 p., 24 cm (ISBN 2-85939-201-7).
- Michel Dussart (dir.), Mémoire de Cambrai, Cambrai, Société d'Émulation de Cambrai, 2004, 220 p. (ISBN 2-85845-001-3).
- Revue du Nord, Louis Trenard (dir.), Université de Lille III, Villeneuve d'Ascq, Tome LVIII no 230, numéro spécial « Cambrai et le Cambrésis », juillet-septembre 1976.
- Henri Jenny, Cathédrale de Cambrai : L'abbaye du Saint-Sépulcre, Cambrai, Mallez impr., 1970, 48 p.